# Jean Montagu (potier)
Pour les articles homonymes, voir Jean Montagu.
Jean Montagu (né le 27 octobre 1917 à Santranges et mort le 30 août 2001 à Saint-Vallier) a été ingénieur en céramique industrielle pendant trente ans avant de devenir artisan-potier spécialisé dans la recherche des techniques antiques. En 1960, il crée son propre atelier dans lequel il fabrique des répliques de terres cuites allant du Néolithique jusqu'au Moyen Âge, avec un focus particulier sur les céramiques grecques, romaines et gallo-romaines. Le résultat de ses recherches a été suivi d'une tentative de publication en 1967, puis d'une brochure en 1978 intitulée Les secrets de fabrication des céramiques antiques. En 1983, il soutient une thèse de doctorat en Art et Archéologie à l'université de Paris-Sorbonne.
Volontiers polémiques, ses travaux sont néanmoins reconnus par chercheurs et potiers. Ainsi Pierre Bayle s'est inspiré de ses recherches sur la terra sigillata pour son travail.